# Smrtonosná past 4.0
Smrtonosná past 4.0 (v originále Live Free or Die Hard) je americký filmový thriller. Film režíroval Len Wiseman a hlavními herci jsou Bruce Willis, Justin Long, Timothy Olyphant, Maggie Q, Mary Elizabeth Winstead, Kevin Smith a Cliff Curtis. Film měl premiéru v USA 22. června 2007.

## Příběh
Matta Farella, testéra protihackerských systémů, si někdo najme, aby vyzkoušel nový vládní program. Matt se nevědomky nabourá do sítě ministerstva vnitra a umožní tam vstup hackerů. Šéf FBI chce dostat za mříže všechny hackery, kteří by se na tom mohli podílet. FBI však zjistí, že všechny hackery, kteří také měli ten systém testovat, někdo postupně vraždí. Policie za posledním z nich, Mattem, posílá Johna McClaina, který ho má dopravit na stanici, když Mattův byt přepadne komando vrahů. John a Matt utečou a dopraví se do Washingtonu, kde má dojít k převozu. V tu chvíli zkolabuje doprava, televize, počítače a mobilní síť. Matt zjistí, že jde o nejpropracovanější hackerský útok všech dob, který následně hodlá vypnout elektřinu a plyn. Vydá se s Johnem do tzv. východního uzlu, kde se dá vypnout veškerá elektřina. Po výbuchu tohoto areálu se dostávají za Ferdou Warlockem, kde zjistí, že všechno má na svědomí Thomas Gabriel, bývalý vedoucí finančního zabezpečení USA, který je nejlepším hackerem všech dob. Ze státních služeb odešel poté, když po 11. září 2001 našel díry v systému zabezpečení. Thomas však unese Johnovu dceru Lucy a Matta. V závěrečném sledování však John Thomase zneškodní a Matt zastřelí Thomasova muže č.2 (Edoardo Costa), který mířil na Lucy.

## Obsazení
| Bruce Willis            | John McClane                            |
| Timothy Olyphant        | Thomas Gabriel                          |
| Justin Long             | Matthew Farrell                         |
| Maggie Q                | Mai Linh (Thomasova přítelkyně)         |
| Cyril Raffaelli         | Zabiják                                 |
| Mary Elizabeth Winstead | Lucy Gennaro McClane                    |
| Cliff Curtis            | Miguel Bowman (Šéf vnitřní bezpečnosti) |
| Kevin Smith             | Ferda 'Warlock' Kaludis                 |